# Distretto di Ėrdėnėbùrėn
Il distretto di Ėrdėnėbùrėn è uno dei diciassette distretti (sum) in cui è suddivisa la provincia di Hovd, in Mongolia. Conta una popolazione di 1.995 abitanti (censimento 2010). 